# Steve Lironi
Steve Lironi ist ein schottischer Songschreiber und Produzent.
Lironi war Anfang der 1980er Jahre zeitweise Mitglied der Wave-Band Altered Images. Seit mehr als zehn Jahren arbeitet er als Produzent und hat ein eigenes Studio im Norden von England. In seiner Karriere produzierte er Hits für viele namhafte Künstler, unter anderem für Bon Jovi,  Hanson und Happy Mondays.
Außerdem hat er die Debütalben von Mutes Pink Grease, Australians Amiel und Luan Perle produziert. Sein neuestes Werk ist die Zusammenarbeit mit Ex-Guano-Apes-Frontfrau Sandra Nasić.
1994 heiratete Lironi Clare Grogan, die Sängerin seiner ehemaligen Band Altered Images. Das Paar adoptierte 2005 ein Mädchen.
| Personendaten    | Personendaten               |
| ---------------- | --------------------------- |
| NAME             | Lironi, Steve               |
| KURZBESCHREIBUNG | schottischer Musikproduzent |
| GEBURTSDATUM     | vor 1980                    |